# Colom imperial de Seram
El colom imperial de Seram (Ducula neglecta) és una espècie d'ocell de la família dels colúmbids (Columbidae) endèmic dels boscos de l'illa de Seram, a les Moluques.